# Andrógeno

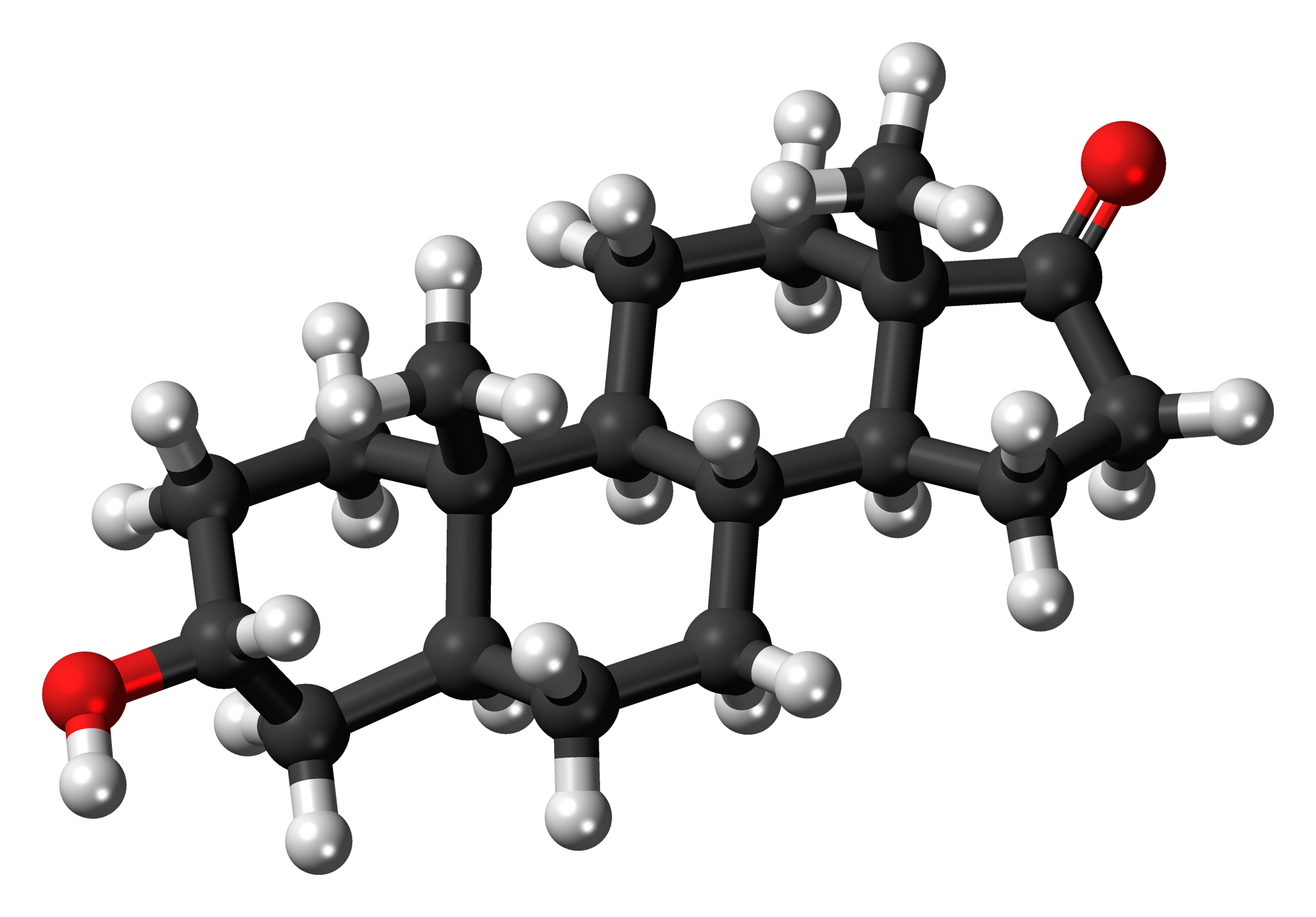
Androsterona un andrógeno.

Los andrógenos son un grupo de hormonas entre las cuales se encuentran la testosterona, la androsterona y la androstenediona así como otras. Los andrógenos son hormonas esteroideas del ciclopentanoperhidrofenantreno, cuya función principal es estimular el desarrollo de los caracteres sexuales. Los andrógenos, básicamente la testosterona, son segregados por los testículos, pero también por los ovarios en la mujer (androstenediona) y por la corteza suprarrenal de las glándulas suprarrenales (principalmente dihidroepiandrosterona). En el hombre solamente el 10% de los andrógenos tienen un origen suprarrenal.
Todos los andrógenos naturales son sacados esteroides del androstano (un núcleo tetracíclico de hidrocarburo de 19 átomos de carbono). Es también el precursor de todos los estrógenos, las hormonas sexuales femeninas.

## Historia
En 1935, Ernest Laqueur consiguió aislar e identificar químicamente la testosterona, además de contribuir al conocimiento de la fisiología, farmacología y clínica de las hormonas sexuales masculinas.

A mediados de los años 1950 se produjeron muchos análogos de la testosterona, nandrolona y dihidrotestosterona, en un intento de obtener un fármaco puramente anabólico, pero ninguno de ellos lo demostró. Comenzó la era moderna del dopaje en el deporte.

## Tipos de andrógenos
Un subgrupo de andrógenos, los andrógenos suprarrenales, alberga los 19 esteroides de carbono sintetizados por la corteza suprarrenal en la capa interior (zona reticular) de la glándula suprarrenal, que funciona a modo de esteroides débiles o esteroides precursores, entre ellos la dehidroepiandrosterona (DHEA), dehidroepiandrosterona sulfato (DHEA-S) y la androstenediona.
Otros andrógenos aparte de la testosterona son los siguientes:
Endógenos:
- Dehidroepiandrosterona (DHEA): hormona esteroide producida por el colesterol en la corteza suprarrenal, que es el precursor primario de los estrógenos naturales. La DHEA también se denomina dehidroisoandrosterona o dehidroandrosterona.
- Androstenediona (andro): esteroide androgénico, producido por los testículos, la corteza suprarrenal y los ovarios. Durante el proceso de conversión metabólica de los androstenediones en testosterona y otros andrógenos, también constituyen la estructura padre de la estrona. El empleo de androstenediona como suplemento atlético o de musculación ha sido prohibido por el Comité Olímpico Internacional así como por otras organizaciones deportivas.
- Androstendiol: metabolito esteroide que se considera el principal regulador de la secreción de gonadotrofina.
- Androsterona: producto químico que se crea durante la descomposición de los andrógenos o derivado de la progesterona, que también ejerce efectos masculinizantes menores, con una intensidad siete veces inferior a la testosterona. Se encuentra en cantidades similares en el plasma y en la orina tanto de machos como de hembras. También es producida por la corteza suprarrenal.
- Dihidrotestosterona (DHT): un metabolito de la testosterona que, de hecho, resulta un andrógeno muy potente debido a que se enlaza con más fuerza a los receptores andrógenos.
- Testosterona: La testosterona es una hormona producida por el cuerpo que contribuye al crecimiento, desarrollo y funcionamiento de los órganos sexuales masculinos y las características masculinas típicas. La testosterona funciona reemplazando la testosterona que el cuerpo produce normalmente.[1]

Exógenos:
- Oximetolona
- Boldenona
- Oxandrolona
- Estanozolol
- Trembolona

## Funciones de los andrógenos

### Desarrollo hormonal masculino
Durante el desarrollo de los mamíferos, al principio las gónadas pueden transformarse tanto en ovarios como en testículos. En el ser humano, a partir de la cuarta semana ya se pueden encontrar unas gónadas rudimentarias en el mesodermo intermedio cerca de los riñones en desarrollo. Hacia la sexta semana, se desarrollan los cordones sexuales epiteliales en los testículos en formación e incorporan las células germinales mientras se desplazan hacia las gónadas. En los varones, ciertos genes del cromosoma Y, en especial el gen SRY, controlan el desarrollo del fenotipo masculino, incluyendo la conversión de la gónada potencial primitiva en testículos. En los varones, los cordones sexuales invaden por completo las gónadas en desarrollo.
A partir de la octava semana de desarrollo fetal humano, aparecen las células de Leydig en las gónadas diferenciadas masculinas. Las células epiteliales derivadas del mesodermo de las cuerdas sexuales de los testículos en desarrollo se transforman en células de Sertoli cuya función será facilitar la formación de esperma. Entre los túbulos existe una población menor de células no epiteliales, las células de Leydig encargadas de la producción de andrógenos. Las células de Leydig se pueden considerar las productoras de andrógenos, que funcionan a modo de hormonas paracrinas y son necesarias para que las células de Sertoli puedan facilitar la producción de esperma. Al poco tiempo de diferenciarse, las células de Leydig empiezan a producir andrógenos, necesarios para la masculinización del feto varón en desarrollo (incluida la formación del pene y del escroto). Por influencia de los andrógenos, ciertos restos del mesonefros, los conductos mesofrénicos, evolucionan en epidídimos, conducto deferente y vesículas seminales. Esta acción de los andrógenos recibe el apoyo de una hormona de las células de Sertoli, la HAM, la cual evita que los conductos embriónicos de Müller se transformen en trompas de falopio u otro tejido del aparato reproductor femenino en los embriones masculinos. Las HAM y los andrógenos colaboran para permitir el movimiento normal de los testículos hacia el escroto.
Antes de la producción de la hormona pituitaria HL que empieza en el embrión a partir de las semanas 11-12, la gonadotrofina coriónica humana (GCh) potencia la diferenciación de las células de Leydig y su producción de andrógenos. La acción de los andrógenos en los tejidos diana suele suponer la conversión de testosterona en dihidrotestosterona 5α (DHT). también influyen en el cambio hormonal de la mujer

### Espermatogénesis
Durante la pubertad, aumenta la producción de andrógenos, HL y HFE; los cordones sexuales se ahuecan formando los túbulos seminíferos y las células germinales empiezan a diferenciarse en esperma. A lo largo de la edad adulta, los andrógenos y las HFE actúan conjuntamente en las células de Sertoli de los testículos para propiciar la producción de esperma. Los suplementos androgénicos exógenos pueden emplearse como anticonceptivo masculino. Los niveles elevados de andrógenos provocados por la administración de suplementos androgénicos puede inhibir la producción de HL y bloquear la producción de andrógenos endógenos de las células de Leydig. Sin los elevados niveles locales de andrógenos en los testículos producidos por las células de Leydig, los túbulos seminíferos pueden degenerar y volverse infértiles.

### Inhibición de la deposición de grasa
Los hombres suelen tener menos tejido adiposo que las mujeres. Los últimos resultados indican que los andrógenos inhiben la capacidad de ciertas células adiposas de almacenar lípidos bloqueando una vía de transducción de señales que normalmente facilita la función adipocitaria.

### Masa muscular
Los hombres suelen tener más músculo esquelético que las mujeres. Los andrógenos potencian la ampliación de las células del músculo esquelético mediante acciones tales como la diferenciacion y probablemente actúan de forma coordinada para reforzar la función muscular actuando en muchos tipos de células en el tejido del músculo esquelético. Debido a sus efectos sobre la musculatura, esto causa que sean comúnmente usadas, en su mayoría por hombres, en el culturismo

### Cerebro
Los niveles de circulación de andrógenos pueden influir en el comportamiento humano ya que ciertas neuronas son sensibles a las hormonas esteroides. Ciertos niveles de andrógenos se relacionan con la regulación de la agresividad humana y la libido.

### Huesos
El papel óseo de los andrógenos radica en su capacidad para reducir la pérdida de calcio de los huesos, así como por el aumento en la proliferación de osteoblastos

## Condiciones relacionadas con la salud
Así como los andrógenos son importantes para el desarrollo de los seres vivos, el desequilibrio de los mismos puede causar diferentes enfermedades, tanto en hombres como en mujeres, algunos ejemplos son:
- Alopecia androgénica: esta es una enfermedad caracterizada por una pérdida progresiva del cabello, aunque cabe destacar que no solo afecta a seres humanos
- Hiperandrogenismo: se refiere a la presencia de niveles elevados de andrógenos en el cuerpo. El hiperandrogenismo puede ser causado por una variedad de factores, como trastornos de las glándulas suprarrenales o los ovarios, tumores, medicamentos y enfermedades como el síndrome de ovario poliquístico.
- Acné: el acné es una afección cutánea común que puede ser causada por niveles elevados de andrógenos.

- Hipogonadismo: se refiere a una disminución en la producción de andrógenos. Puede ser causado por trastornos de los testículos, hipófisis o hipotálamo.
- Síndrome de Klinefelter: trastorno genético que afecta solo a hombres y que causa problemas de desarrollo físico y reproductivo debido a la presencia de un cromosoma X adicional.
- Osteoporosis: enfermedad caracterizada por el deterioro del tejido óseo provocando que los huesos sean más propensos a fracturas
- Virilización femenina: la exposición excesiva a los andrógenos puede causar virilización en mujeres, lo que se manifiesta como el desarrollo de características masculinas, como vello facial y corporal excesivo, una voz más profunda y una distribución masculina de grasa corporal.
- Hipertrofia muscular: los andrógenos pueden aumentar la masa muscular y la fuerza, lo que puede ser beneficioso para los atletas y culturistas, pero también puede tener efectos negativos en la salud si se abusa de su uso.
- Cáncer de próstata: los andrógenos juegan un papel importante en el crecimiento y la progresión del cáncer de próstata. Como resultado, la terapia de privación de andrógenos se utiliza comúnmente en el tratamiento del cáncer de próstata avanzado.